# Dorothy Christy
Dorothy Christy, nata Dorothea Seltzer (Reading, 26 maggio 1906 – Santa Monica, 21 maggio 1977), è stata un'attrice statunitense.

## Biografia
Recitò con Will Rogers, Buster Keaton e i fratelli Marx. Apparve accanto a Stan Laurel e Oliver Hardy nel film I figli del deserto (1933), nel ruolo della signora Laurel. Avrebbe dovuto recitare anche in due cortometraggi della coppia, nel ruolo della signora Hardy in Ecco mia moglie (1929), ruolo che andò poi a Vivien Oakland, e in quello della signora Laurel in La sbornia (1930), parte poi data ad Anita Garvin.
Girò oltre un centinaio di film dal 1929 al 1953, anno in cui concluse la sua carriera cinematografica. Fu sposata due volte: con Harold Christy e poi con Rollin Rucker, dal quale ebbe una figlia nel 1940.
Morì nel 1977, per cause naturali, all'età di 71 anni. Cremata, le sue ceneri sono conservate nel Chapel of the Pines Crematory a Los Angeles.

## Filmografia parziale

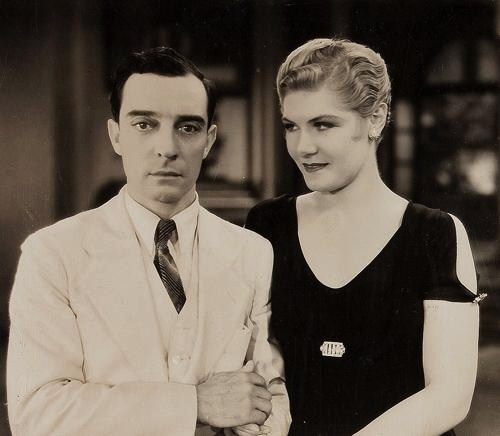
Con Buster Keaton in Parlor, Bedroom and Bath

- Ecco mia moglie (That's My Wife), regia di Lloyd French (non accreditata) (1929)
- She Who Gets Slapped, regia di Carter DeHaven (1930)
- So This Is London, regia di John G. Blystone (1930)
- Extravagance, regia di Phil Rosen (1930)
- Piccolo caffè (Playboy of Paris), regia di Ludwig Berger (1930)
- L'ultimo poker (Big Money), regia di Russell Mack (1930)
- She Got What She Wanted, regia di James Cruze (1930)
- No, No, Lady, regia di Edward F. Cline (1931)
- Il diavolo nell'abisso (Devil and the Deep), regia di Marion Gering (1932)
- I figli del deserto (Sons of the Desert), regia di William A. Seiter (1933)
- Chiaro di luna (Servants' Entrance), regia di Frank Lloyd e Walt Disney (1934)
- Il tempio del dottor Lamar (Kiss and Make-Up), regia di Harlan Thompson (1934)
- Un grullo in bicicletta (6 Day Bike Rider), regia di Lloyd Bacon (1934)
- La mascotte dell'aeroporto (Bright Eyes), regia di David Butler (1934)
- Il mercante di schiavi (Slave Ship), regia di Tay Garnett (1937)
- New York si diverte (You Can't Have Everything), regia di Norman Taurog (1937)
- Il piccolo gigante (Little Giant), regia di William A. Seiter (1946)
- Solo per te ho vissuto (So Big), regia di Robert Wise (1953)